# Генеральне консульство Республіки Польща у Харкові

Консульські округи Польщі в Україні

Генеральне консульство Республіки Польща у Харкові (пол. Konsulat Generalny Rzeczypospolitej Polskiej w Charkowie) — дипломатична місія Польщі у Харкові.

## Історія
Історія дипломатичної місії Польщі в Харкові бере свій початок 1 березня 1924 року, коли було створено Генеральне консульство Польської Республіки, організоване на основі польського посольства, що діяло в Харкові протягом 1921–1924 років. У 1934 році консульство переведено до Києва.
Консульський округ охоплює сім областей: Харківська, Дніпропетровська, Донецька, Луганська, Полтавська, Сумська та Запорізька, що включає близько третини території України.
У 1932–1934 роках консульство було розташоване у двоповерховому будинку початку ХХ століття за адресою вул. Раковського, 15. Згодом вулицю перейменовано на Ольмінського. Нині будинок перебуває під охороною як пам'ятка архітектури та входить до комплексу Харківського національного університету міського господарства. До консульства прилягала резиденція тодішнього голови Ради народних комісарів СРСР.
Сьогодні консульство знаходиться за адресою вул. Алчевських, 16.

## Консули
Період посольства
- 1918 – Станіслав Ванькович, посол у Харкові
- 1919–1921 – Богдан Кутиловський, посол
- 1921 – Францішек Ян Пуласький, повірений у справах
- 1921–1923 – Францішек Харват, повірений у справах
- 1923–1924 – Марцелі Шарота, повірений у справах

Радянський період
- 1924 – Міхал Свірський, консул
- 1924–1928 – Константи Заремба-Скшинський
- 1928 – Станіслав Орачевський
- 1928–1932 – Адам Стебловський
- 1932–1934 – Ян Каршо-Седлевський
- 1934–1936 – Станіслав Сосницький
- 1936–1937 – Тадеуш Бжезінський

Сучасний період
- 1996–1998 – Здіслав Новіцький
- 1998–2003 – Міхал Журавський
- 2003–2006 – Ярослав Ксьонжек
- 2006–2010 – Гжегож Серочинський
- 2010–2014 – Ян Едвард Гранат
- 2014–2015 – Станислав Лукасик
- 2016–2020 – Януш Яблонський
- з 2020 – Пйотр Стаханчик